# ميلدريد ووكر
ميلدريد ووكر (بالإنجليزية: Mildred Walker)‏‏ (2 مايو 1905 في فيلادلفيا - 27 مايو 1998 ) روائية من الولايات المتحدة.

## الجوائز
- منحة فولبرايت

## روابط خارجية
- ميلدريد ووكر على موقع قاعدة بيانات برودواي على الإنترنت (الإنجليزية)